# Edoardo
Edoardo ist ein italienischer männlicher Vorname. Die deutschsprachige Form des Namens ist Eduard. Eine weitere in Italien gebräuchliche Form des Namens ist Eduardo.

## Namensträger
- Edoardo Affini (* 1996), italienischer Radrennfahrer
- Edoardo Agnelli (1892–1935), italienischer Industrieller und Präsident von Juventus Turin
- Edoardo Albinati (* 1956), italienischer Schriftsteller
- Edoardo Aldo Cerrato (* 1949), italienischer Priester, Bischof von Ivrea
- Edoardo Amaldi (1908–1989), italienischer Physiker
- Edoardo Anderheggen (* 1939), Schweizer Bauingenieur und Hochschullehrer
- Edoardo Anton (1910–1986), italienischer Drehbuchautor und Filmregisseur
- Edoardo Ballerini (* 1970), italienisch-US-amerikanischer Schauspieler, Drehbuchautor, Filmregisseur und Filmproduzent
- Edoardo Bassini (1844–1924), italienischer Chirurg
- Edoardo Bellotti (1957–2025), italienischer Organist
- Edoardo Bennato (* 1946), italienischer Rocksänger
- Edoardo Benvenuto (1940–1998), italienischer Bauingenieur
- Edoardo Berta (1867–1931), Schweizer Maler, Lehrer, Archäologe und Denkmalpfleger
- Edoardo Borromeo (1822–1881), italienischer Kardinal
- Edoardo Bruno (1928–2020), italienischer Filmwissenschaftler, Filmregisseur und Drehbuchautor
- Edoardo Capolino (1909–1985), italienischer Filmregisseur
- Edoardo Chiossone (1833–1898), italienischer Radierer
- Edoardo Faieta (1928–1993), US-amerikanischer Schauspieler, Synchronsprecher, Profi-Wrestler und Boxer italienischer Abstammung
- Edoardo Fazzioli (* 1934), italienischer Journalist
- Edoardo Frau (* 1980), italienischer Grasskiläufer
- Edoardo Gellner (1909–2004), italienischer Architekt österreichischer Herkunft
- Edoardo Girardi (* 1985), italienischer Radrennfahrer
- Edoardo Isella (* 1980), mexikanischer Fußballspieler
- Edoardo Lamberti (1895–1968), italienischer Kameramann beim heimischen, deutschen und portugiesischen Film
- Edoardo de Launay (1820–1892), sardinischer, später italienischer Diplomat
- Edoardo Mangiarotti (1919–2012), italienischer Fechter und Olympiasieger
- Edoardo Margheriti (* 1959), italienischer Regisseur
- Edoardo Martino (1910–1999), italienischer Politiker, MdEP
- Edoardo Mascheroni (1852–1941), italienischer Dirigent und Komponist
- Edoardo Menichelli (* 1939), italienischer Geistlicher, emeritierter römisch-katholischer Erzbischof von Ancona-Osimo und Kardinal
- Edoardo Molinari (* 1981), italienischer Berufsgolfer
- Edoardo Mortara (* 1987), italienischer Automobilrennfahrer
- Edoardo Mulargia (1925–2005), italienischer Filmregisseur und Drehbuchautor
- Edoardo Pecoraio (1910–1986), italienischer römisch-katholischer Geistlicher, Erzbischof und Diplomat des Heiligen Stuhls
- Edoardo Perna (1918–1988), italienischer kommunistischer Politiker, Senator
- Edoardo Persico (1900–1936), italienischer Kunstkritiker, Lehrer und Essayist
- Edoardo Pesce (* 1979), italienischer Schauspieler
- Edoardo Piana Agostinetti (1896–1976), italienischer Geistlicher und römisch-katholischer Weihbischof in Novara
- Edoardo Piscopo (* 1988), italienischer Automobilrennfahrer
- Edoardo Ponti (* 1973), italienischer Regisseur und Drehbuchautor
- Edoardo Pulciano (1852–1911), italienischer römisch-katholischer Geistlicher und Erzbischof von Genua
- Edoardo Purgatori (* 1989), italienisch-deutscher Film- und Theaterschauspieler
- Edoardo Reja (* 1945), italienischer Fußballspieler und -trainer
- Edoardo Ricci (1928–2008), römisch-katholischer Bischof von San Miniato, Italien
- Edoardo Rovida (* 1927), italienischer Geistlicher, katholischer Bischof
- Edoardo Sanguineti (1930–2010), italienischer Schriftsteller, Dichter, Kritiker, Übersetzer und Politiker, Mitglied der Camera dei deputati
- Edoardo Scotti (* 2000), italienischer Sprinter
- Edoardo Sernesi (* 1947), italienischer Mathematiker
- Edoardo Severgnini (1904–1969), italienischer Radrennfahrer
- Edoardo Soleri (* 1997), italienischer Fußballspieler
- Edoardo Sonzogno (1836–1920), italienischer Musikverleger
- Edoardo Teagno (1902–1945), italienischer Automobilrennfahrer
- Edoardo Tresoldi (* 1987), italienischer Bildhauer und Bühnenbildner
- Edoardo Vesentini (1928–2020), italienischer Mathematiker und Politiker
- Edoardo Voneschen (1892–1982), Schweizer Maler
- Edoardo Weiss (1889–1970), italienischer Facharzt für Neurologie und Psychiatrie, Autor, Psychoanalytiker
- Edoardo Zardini (Skirennläufer) (* 1976), italienischer Skirennläufer
- Edoardo Zardini (Radsportler) (* 1989), italienischer Radrennfahrer